# Butler (Pensilvania)
Butler es una ciudad ubicada en el condado de Butler en el estado estadounidense de Pensilvania. En el año 2000 tenía una población de 15,121 habitantes y una densidad poblacional de 2,170.4 personas por km².

## Demografía
Según la Oficina del Censo en 2000 los ingresos medios por hogar en la localidad eran de $25,154 y los ingresos medios por familia eran $35,893. Los hombres tenían unos ingresos medios de $30,607 frente a los $20,950 para las mujeres. La renta per cápita para la localidad era de $16,457. Alrededor del 19.1% de la población estaba por debajo del umbral de pobreza.